# Iwan Truboczkin
Iwan Wałerijowycz Truboczkin, ukr. Іван Валерійович Трубочкін (ur. 17 marca 1993 w Kijowie) – ukraiński piłkarz występujący na pozycji obrońcy w gruzińskim klubie Dinamo Tbilisi.

## Kariera piłkarska

### Kariera klubowa
Wychowanek klubów Obołoń-Zmina Kijów i Dynamo Kijów, barwy których bronił w juniorskich mistrzostwach Ukrainy (DJuFL). 18 marca 2010 rozpoczął karierę piłkarską w drużynie młodzieżowej Dynama Kijów. W sierpniu 2016 wyjechał do Szwecji, gdzie został piłkarzem Umeå FC. 29 marca 2017 zmienił klub na białoruski Krumkaczy Mińsk. 6 października 2017 jako wolny agent podpisał kontrakt z Arsenałem Kijów. 11 lipca 2018 przeniósł się do Czornomorca Odessa. 26 lipca 2019 przeszedł do Olimpiku Donieck. 21 lutego 2020 został piłkarzem Dinama Tbilisi.

### Kariera reprezentacyjna
W 2008 debiutował w juniorskiej reprezentacji U-16. Potem bronił barw reprezentacji U-19. W latach 2012–2013 występował w młodzieżowej reprezentacji.